# MMSI
MMSI, ang. Maritime Mobile Service Identity (morski numer identyfikacyjny) – składa się z 9 cyfr. Trzy pierwsze to tzw. nr MID – Maritime Identification Digits (morskie cyfry identyfikujące) przypisany krajowi, z którego pochodzi statek.
Każdy numer MMSI jest unikatowy i niepowtarzalny. Numer MMSI jest nadawany przez administrację kraju, w którym zarejestrowany jest statek. Polskie statki posiadają nr MMSI rozpoczynający się nr MID 261. Istnieje też możliwość nadania go osobie, która używa ręcznego radia morskiego. Oprócz numerów indywidualnych istnieją również numery grupowe, rozpoczynają się od jednego „0”. Numery stacji brzegowych rozpoczynają się od „00”.